# Asia Business News
Asia Business News (ABN) war ein asiatischer Nachrichtensender für Wirtschaftsnachrichten, der zu Dow Jones and Company gehörte. Er wurde am 1. November 1993 gegründet und hatte seinen Sitz in Singapur. Er war das Schwesternnetzwerk der in London ansässigen European Business News (EBN). Am 2. Februar 1998 fusionierte der Sender mit dem NBC-Sender CNBC Asia. Zunächst wurden die meisten Programme und Moderatoren von ABN auf den neuen Sender übertragen, der von der ehemaligen ABN-Zentrale in Singapur aus operierte. Der fusionierte Sender hieß zunächst CNBC Asia Business News, wurde aber am 1. Juli 1998 einfach nur noch als CNBC Asia bezeichnet.